# ياكوب ينسن (مصمم)
ياكوب ينسن (بالدنماركية: Jacob Jensen)‏ هو مصمم دنماركي، ولد في 29 أبريل 1926 في كوبنهاغن في الدنمارك، وتوفي في 15 مايو 2015 في الدنمارك في مملكة الدنمارك.